# BLVRB
BLVRB (англ. Biliverdin reductase B) – білок, який кодується однойменним геном, розташованим у людей на короткому плечі 19-ї хромосоми.  Довжина поліпептидного ланцюга білка становить 206 амінокислот, а молекулярна маса — 22 119.
| 10         |  | 20         |  | 30         |  | 40         |  | 50         |
| ---------- |  | ---------- |  | ---------- |  | ---------- |  | ---------- |
| MAVKKIAIFG |  | ATGQTGLTTL |  | AQAVQAGYEV |  | TVLVRDSSRL |  | PSEGPRPAHV |
| VVGDVLQAAD |  | VDKTVAGQDA |  | VIVLLGTRND |  | LSPTTVMSEG |  | ARNIVAAMKA |
| HGVDKVVACT |  | SAFLLWDPTK |  | VPPRLQAVTD |  | DHIRMHKVLR |  | ESGLKYVAVM |
| PPHIGDQPLT |  | GAYTVTLDGR |  | GPSRVISKHD |  | LGHFMLRCLT |  | TDEYDGHSTY |
| PSHQYQ     |  |            |  |            |  |            |  |            |

A: Аланін

C: Цистеїн

D: Аспарагінова кислота

E: Глутамінова кислота

F: Фенілаланін

G: Гліцин

H: Гістидин

I: Ізолейцин

K: Лізин

L: Лейцин

M: Метіонін

N: Аспарагін

P: Пролін

Q: Глутамін

R: Аргінін

S: Серин

T: Треонін

V: Валін

W: Триптофан

Кодований геном білок за функцією належить до оксидоредуктаз. 
Білок має сайт для зв'язування з НАДФ. 
Локалізований у цитоплазмі.